# Залесский, Иван Петрович
Иван Петрович Залесский (6 января [18 января] 1854 год — ?) — русский военный деятель, генерал-лейтенант Отдельного корпуса жандармов.

## Биография
В службу вступил в 1871 году после окончания Таганрогской классической мужской гимназии, в 1873 году после окончания Одесского военного училища был произведён в прапорщики и выпущен в Литовский 51-й пехотный полк.
В 1877 году произведён в поручики, в 1879 году в штабс-капитаны — командовал ротой. С 1883 года старший адъютант штаба 13-й пехотной дивизии. В 1886 году произведён в капитаны, в 1892 году в подполковники — командовал батальоном.
С 1894 года переведён в Отдельный корпус жандармов с назначением старшим адъютантом штаба Отдельного корпуса жандармов. В 1896 году произведён в полковники. В 1904 году произведён в генерал-майоры. С 1904 года  состоял в распоряжении командира ОКЖ К. Н. Рыдзевского и одновременно заведовал хозяйственной частью штаба Отдельного корпуса жандармов.
С 1905 по 1913 годы — помощник начальника штаба, с 20 апреля по 22 июля 1913 года врид начальника штаба Отдельного корпуса жандармов. В 1913 году произведён в генерал-лейтенанты с назначением состоять в распоряжении министра внутренних дел по званию шефа жандармов.
В 1917 году уволен в отставку по болезни. После Октябрьской революции был участником Белого движения на Юге России в составе ВСЮР.

## Награды
Был награждён всеми наградами Российской империи вплоть до ордена Святого Владимира 2-й степени пожалованного ему 6 декабря 1915 года.